# Dorymyrmex goetschi
Dorymyrmex goetschi is een mierensoort uit de onderfamilie van de Dolichoderinae. De wetenschappelijke naam van de soort is voor het eerst geldig gepubliceerd in 1933 door Goetsch.